# Paul Claes
Paul Claes (Leuven, 30 oktober 1943) is een Vlaams auteur (romancier, dichter, criticus, essayist), classicus, neerlandicus en literair vertaler.

## Biografie
Claes studeerde klassieke, Nederlandse en Engelse letteren en communicatiewetenschappen aan de KU Leuven en promoveerde aldaar tot doctor in de letteren met een proefschrift over de antieke elementen in het werk van Hugo Claus: De mot zit in de mythe (1981). Zijn omvangrijk en veelzijdig oeuvre omvat romans, essays, poëzie, pastiches, vertalingen, bloemlezingen en woordenboeken. Hij schrijft in diverse talen, waaronder Frans, Engels en Latijn (als Paulus Nicolaus).
Hij doceerde aan de universiteit van Nijmegen en aan de hogescholen van Gent en Antwerpen. Thans is Claes erehoofddocent aan de KU Leuven. Hij is lid van het Guido Gezelle Genootschap. Hij was coscenarist van de strip Reinaert de Vos door HugoKé. Van 2009 tot 2016 was hij huisdichter van het weekblad Knack: deze satirische gedichten werden gebundeld in De omgekeerde wereld (2015).
Teksten en vertalingen van hem werden getoonzet door Dirk Van Esbroeck, Wigbert Van Lierde, Raoul C. de Smet ("Madrigaal V"), Vic Nees ("Trois madrigaux"), Jorunn Bauweraerts en Jack Ledru. In 2011 verscheen zijn honderdste boek, bij zijn tachtigste verjaardag in 2023 zijn honderdvijfenzeventigste: de roman in hexameters Ouroboros.

## Typeringen
Tom van Deel vond Paul Claes 'met gemak de meest virtuoze schrijver van ons taalgebied' (Trouw, 14 september 2002). Arnold Heumakers spreekt van de 'Sherlock Holmes onder de Nederlandstalige critici' (NRC-Handelsblad, 10 augustus 2000), Kees Fens van 'de scherpzinnigste lezer van Noord en Zuid' (Ons Erfdeel, mei 2008). Zijn uitgever typeerde hem bij zijn tachtigste verjaardag als de 'avontuurlijkste schrijver van de Lage Landen'. Frank Hellemans noemde hem Mister Canon.
William Van Belle karakteriseerde hem als volgt:
'De lezer Claes ontcijfert, vertaalt, becommentarieert en pasticheert. Dat alles is dan weer het materiaal voor zijn eigen gedichten en romans, die hij ook becommentarieert en eventueel vertaalt en - waarom niet - pasticheert. De schorpioen die in zijn eigen staart bijt.'

## Literaire prijzen
- Willemsfondsprijs voor kritiek (1984)
- Literaire Prijs van de stad Antwerpen (1985)
- Cornetteprijs en Eeckhoutprijs van de Vlaamse Academie (1986)
- Koopalbeurs voor vertaling (1986, 1993 en 1996)
- Belgische Staatsprijs voor essay en kritiek (1991)
- Prijs van de provincie Brabant voor proza: Het laatste boek (1993)
- Martinus Nijhoff Prijs voor vertaling (1996)
- Schrijvers van Nu-prijs (2001)
- ECI prijs-prijs voor de roman De Kameleon (2002)
- Multatuliprijs voor de roman De Kameleon (2002)
- Interprovinciale prijs voor de roman De Kameleon (2002)
- Gemenebestprijs Kalmthout (2002)
- Prix du Sonnet (Amis de Ronsard, 2011)
- Adele Mellen Prize voor de studie over The Waste Land van T.S. Eliot (2012)

Nominaties
- Libris Literatuur Prijs 1994 voor De Sater, 1999 voor De Phoenix
- VSB Poëzieprijs 2001 voor Glans/Feux
- AKO-literatuurprijs 2002 voor De Kameleon
- Europese Aristaeon-prijs 1995 voor Ulysses van James Joyce, 1996 voor Une Saison en enfer van Arthur Rimbaud
- Homerusprijs NKV 2024 voor Cynthia. Een Romeinse romance van Propertius

## Publicaties

### Verhalend proza
- Het laatste boek (1992)
- De Sater (1993)
- De Bloomiade (1996)
- De Zoon van de Panter (1996)
- De Phoenix (1998)
- De Kameleon (2001)
- Het Hart van de Schorpioen (2002)
- De Lezer (2003)
- Lily (2003)
- Sfinx (2004)
- Psyche (2006)
- De Leeuwerik (2010)
- Plastic love (2013)
- De reis (2014, e-book)
- De haas en de regenboog (2016)
- Glimpen. Literair logboek (uitgeverij P, 2018)
- Waar is de bruidegom? Een tafelgesprek over Bruegel (2019)
- De kamerheer en de kanselier. Jan van Eyck en de Maagd van Autun (2020)
- Wie van de drie? Rondom een tondo van Jheronimus Bosch (2020)
- Het pelsken (Coriarius, 2021)
- Dulle Griet. Een hellevaart (Coriarius, 2023)
- Ouroboros. Odyssee 2.0. (Klein, 2023)
- Wie ben ik? 'De storm' van Giorgione (Coriarius, 2024)

### Poëzie
- De Zonen van de Zon (1983)
- De zon gaat onder (1984)
- Hospes comesque Corporis (1984)
- Rebis (1989)
- Dodendans (1989)
- Metamorphoses (1991 en 1999²)
- Feux (1992)
- Embleem (1994)
- Mimicry (1994)
- X Tien dizijnen (1997)
- Glans (1999)
- Glans / Feux (2000)
- Atlantis (2000)
- Mnemosyne. Camenae Latinae (2004)
- De waaier van het hart (2004)
- Dochters van Eva (2008)
- De Zonen van de Zon (2008), Verzamelde gedichten
- Omar Chajjaam, Kwatrijnen (2010), vertaling, Meulenhoff, Antwerpen
- Animula. Twaalf zielgedichten voor Christine D'haen (2011)
- Rejoyce (Antwerpen: Plantijn Museum voor Typografie 2013)
- Ziel van mijn ziel. Elegieën (2015)
- De omgekeerde wereld. Tegendraadse gedichten (2015)
- The Bloomiad (Bucheliuspers, 2016)
- William Shakespeare, Sonnet CLV (Bucheliuspers, 2019)
- Zoo. Een dierenalfabet (Coriarius, 2022)

### Essayistiek
- Het netwerk en de nevelvlek. Semiotische studies (1979)
- De mot zit in de mythe. Hugo Claus en de oudheid (1984)
- Claus-reading (1984)
- De Kwadratuur van de Onyx. Over de dichtkunst van Christine D'haen (1986)
- Claus Quadrifrons. Vier gezichten van een dichter (1987)
- Echo 's echo's. De kunst van de allusie (1988)
- De dansende Faun (1989)
- Gezelle gelezen (1993)
- Raadsels van Rilke. Een nieuwe lezing van de Neue Gedichte (1995)
- De Gulden Tak. Antieke mythe en moderne literatuur (2000)
- Concatenatio Catulliana. A New Reading of the Carmina (Gieben 2002)
- La clef des Illuminations (2008)
- Rilkes Rätsel (2009)
- Echo's echo's. De kunst van de allusie (2011, nieuwe editie)
- C. Honderd notities van een alleslezer (2011)
- A Commentary on T.S. Eliot's Poem The Waste Land. The Infertility Theme and the Poet's Unhappy Marriage (2012)
- Zwarte Zon. Code van de hermetische poëzie (2013)
- De sleutel. Vijfentwintig gedichten van Noord en Zuid ontsloten (2014)
- Kinderen van Rousseau. Een pamflet tegen de tijdgeest (2014)
- Meester Claus (Huis Clos 2015)
- Het teken van de hamster. Een close-reading van Hugo Claus (Vantilt 2018)
- Gouden vertaalregels. Tips voor beginnende (en andere) vertalers (Vantilt 2018)
- Serendipity. De dichterlijke detective (PoëzieCentrum 2018)
- L. Literaire litanie/Literary litany (Kalmthout, Het Gemenebest, 2021)
- Proust naar de letter (Kalmthout, Het Gemenebest, 2022)
- De pet van Charles Bovary (Kalmthout, Het Gemenebest, 2022)
- De formule van Borges (Kalmthout, Het Gemenebest, 2022)
- Bevroren woorden (Kalmthout, Gemenebest, 2023)
- Kafka's Dilemma (Kalmthout, Het Gemenebest, 2024)

### Vertalingen
- De Griekse liefde, Honderd epigrammen uit de Griekse Anthologie (1983)
- Gérard de Nerval, Christus in de hof van olijven (1984)
- Ezra Pound, Mauberley en andere gedichten (1985, met Mon Nys)
- Sappho, Liederen van Lesbos (1985)
- Ezra Pound, De Pisaanse Canto's (1985, met Mon Nys)
- J. H. Leopold, Cheops (1985, vertaling in het Engels, met Christine D'haen)
- John Donne, Een nocturne op het feest van S. Lucia, zijnde de kortste dag (1985, met Christine D'haen)
- William Shakespeare, Sonnet VIII (1986, vertaling in het Frans)
- Arthur Rimbaud, De dronken boot (1986)
- John Milton, Sonnet (1986)
- Stéphane Mallarmé, Gedichten (1986)
- D.H. Lawrence, Vijgen (1986)
- Arthur Rimbaud, Twaalf gedichten (1987)
- Georges Bataille, Het oog (1987)
- Arthur Rimbaud, Gedichten (1987)
- Victor Segalen, Oostwaartse stèles (1988)
- Guido Gezelle, The Evening and the Rose (1989, met Christine D'haen, Engels)
- De liefste, Onsterfelijke liefdesverzen (1990)
- Guido Gezelle, Tranen. Lacrimae (1990, vertaling in het Latijn)
- Metamorphoses. Carmina poetarum recentiorum in Latinum vertit (1991 en 1999², vertalingen in het Latijn)
- R.M. Rilke, De kornet (1991)
- Stéphane Mallarmé, De middag van een faun (1992)
- August von Platen, Venetiaanse sonnetten (1992)
- Arthur Rimbaud, H: Erotische gedichten (1993)
- Gérard de Nerval, Hersenschimmen/Les Chimères (1994)
- James Joyce, Ulysses (1994, achtste verbeterde druk 2017, met Mon Nys)
- Arthur Rimbaud, Een seizoen in de hel. Une saison en enfer (1995)
- De tiende Muze, Onsterfelijke vrouwenpoëzie (1995)
- James Joyce, Giacomo Joyce (1995),
- Catullus, Verzen (1995)
- José-Maria de Heredia, Trofeeën. Trophées (1996)
- LouÏze Labé, Sonnetten/Sonnets (1996)
- De Griekse liefde, Honderdvijftig epigrammen (1997)
- Arthur Rimbaud, Gedichten (1998)
- Johan Andreas Dèr Mouw, I 'm Brahman. 15 sonnets translated from the Dutch. (1999)
- Arthur Rimbaud, Illuminations (1999)
- Catullus, Liedjes voor Lesbia (2000)
- Licht van mijn leven, (2000)
- Arthur Rimbaud, Een seizoen in de hel, Une saison en enfer (2000)
- Montaigne, Zinspreuken, (2002)
- Arthur Rimbaud, Brieven 1870-1875 (2002)
- Hugo Claus, Eros, in het Latijn (2004)
- De gouden lier. Archaïsche Griekse lyriek (2005)
- Rainer Maria Rilke, Het lied van liefde en dood van kornet Christoph Rilke (2006), Die Weise von Liebe und Tod des Cornets Christoph Rilke
- Arthur Rimbaud, Gedichten, Een seizoen in de hel, Illuminations (2006).
- T.S. Eliot, Het Barre Land/The Waste Land (2007) (vijfde verbeterde druk 2022)
- De meesters. Wereldpoëzie van twintig eeuwen (2008)
- Honderd fragmenten van Herakleitos (2009)
- Montaigne, Wat weet ik?(2008)
- Omar Chajjaam, Kwatrijnen (2010)
- De tuin van de Franse poëzie. Een canon in 100 gedichten (2011)
- Horatius, Monument. Twintig oden (2011)
- Paul Valéry, Le Cimetière marin/Het kerkhof aan zee (2011)
- Herakleitos, Alles stroomt (2011)
- Gezelle, La Fleur. Vingt-sept poèmes traduits du flamand (2012)
- Wallace Stevens, Dertien wijzen om naar een merel te kijken (2012)
- Arthur Rimbaud, Gedichten, Een seizoen in de hel, Illuminations, Perpetua-reeks (Athenaeum 2012)
- Guillaume Apollinaire, Zone (Druksel, 2012)
- Louïse Labé, Sonnetten. Een keuze, Editie in de Roozetak (2012)
- Charles Baudelaire, Le voyage/De reis (2013)
- Marcel Proust, Treurnissen: Mijmeringen onder wisselende hemel (2013), met Chris van de Poel
- Het kristal. Twaalf sonnetten voor Spinoza (2014)
- Stéphane Mallarmé, Een Dobbelsteenworp zal nooit het Toeval opheffen/Un coup de Dés jamais n'abolira le Hasard (2014)
- Beelden van de mens (Atalanta Pers, 2015)
- Horatius, Pluk de dag. Vijftig oden (Athenaeum, 2015)
- Martinus Nijhoff, Awater, Inuits dans la jungle, n° 6, 2015, 8-17
- T.S. Eliot, Prufrock (Koppernik, 2016)
- Guillaume Apollinaire, Poèmes secrets - Geheime gedichten (Vleugels, 2016)
- Charles Baudelaire, Zwarte Venus. Vijftig gedichten uit Les Fleurs du Mal (Athenaeum, 2016)
- Paul Valéry, Tien Charmes (Vleugels, 2016)
- Catullus, Lesbia. Verzen van liefde en spot (Athenaeum, 2017)
- W.B. Yeats, De spiraal. Dertien gedichten (Vleugels, 2017)
- Martinus Nijhoff, De wolken/Les nuages. Onze poèmes (Bucheliuspers, 2017)
- Stéphane Mallarmé, Brise marine (Geldermalsen, Lupus 2017)
- Meleagros, Bitterzoete liefde. Griekse epigrammen (Athenaeum, 2018)
- Georges Bataille, Het kleintje (Vleugels, 2018)
- Valery Larbaud, Barnabooth. Twaalf gedichten (Vleugels, 2018)
- Georges Bataille, Coryphea (Vleugels, 2018)
- Guillaume Apollinaire, Beestenboek (Coriarius, 2018)
- Georges Bataille, De geschiedenis van het oog (Vleugels, 2019)
- Willem Elsschot, Het Huwelijk/Le Mariage (Polis, 2019)
- Het prisma van Brahman. Een sonnet van J.A. dèr Mouw, verklaard en vijfmaal vertaald door Paul Claes (Avalon Pers 2019)
- T.S. Eliot, Gedichten 1917-1930 (Koppernik, 2019)
- Dominicus Lampsonius, Portretten van bekende schilders uit de Lage Landen (Polis, 2020)
- Guillaume Apollinaire, Het lied van de onbeminde (Vleugels, 2020)
- Gui aan Lou. Een brief van Guillaume Apollinaire aan Louise de Coligny-Châtillon (Vleugels, 2020)
- Fernando Pessoa, Inscriptions/Inschriften (Vleugels, 2021)
- Guido Gezelle, Het schrijverke in het Frans, het Duits en het Engels herschreven (Kalmthout: Het Gemenebest 2021)
- Martinus Nijhoff, Awater, in: De dikke Awater (Utrecht, International Literature Festival Utrecht (ILFU), 2021, 127-141, Franse vertaling)
- T.S. Eliot, Vier kwartetten (Koppernik, 2022)
- Jorge Luis Borges, Everness (HetMoet, 2022)
- John Keats, De nachtegaal. Oden en sonnetten (Vleugels, 2023)
- Jean de La Fontaine, Pest in de dierenwereld (Boktor 2023)
- Ramón Gómez de la Serna, Greguerías. Brabbelingen (Amsterdam, De Wilde Tomaat 2023)
- Propertius, Cynthia. Een Romeinse romance (Damon 2023)
- De blauwe bloem. De 101 beste Duitse gedichten (Van Oorschot 2024)
- Franz Kafka, De ware weg. Drieëndertig aforismen (Kalmthout, Het Gemenebest 2024)
- François Villon, Ballade van de gehangenen. Vijf liedjes van een vagebond (Woubrugge: Avalon Press 2025)

## Bloemlezingen
- Lyriek van de lage landen. De canon in tachtig gedichten (2008)
- Onvergetelijke verzen. Maar van wie ook weer? (2011)
- SIC. Mijn citatenboek (Coriarius, 2017)
- Wie zei dat? 500 historische oneliners (Vantilt, 2019)
- Canon van de Nederlandse poëzie (PoëzieCentrum, 2023, 2025 vierde verbeterde druk)
- Christine D'haen, Het is niets. Een bloemlezing (met Piet Couttenier, PoëzieCentrum, 2023)

## Woordenboek
- Groot retorisch woordenboek. Lexicon van stijlfiguren (2015), met Eric Hulsens

## Vertalingen in vreemde talen
- Der Phoenix (Frankfurt am Main 2001) - Duits (vertaling Marlene Müller-Haas)
- Feniksas (Vilnius 2004) - Litouws (vertaling Antanas Gailius)
- Syn Pantery (Moskva 2007) - Russisch (vertaling Dimitri Silvestrov)
- Rilkes Rätsel (Oberhausen 2009) - Duits (vertaling Marlene Müller-Haas)